# Chloroclystis distigma
Chloroclystis distigma là một loài bướm đêm trong họ Geometridae.